# Вітебський повіт
Вітебський повіт — адміністративна одиниця у складі Вітебського воєводства Великого князівства Литовського (потім — Речі Посполитої). Центр повіту — м. Вітебськ.
Цей повіт був створений в 1566 р. під час адміністративної реформи у Великому князівстві Литовському на території раніше існуючого Вітебського князівства.
У 1582 р. до складу повіту увійшла Веліжська волость. У 1667—1678 рр. волость перебувала у складі російської держави.
Магдебурзьке право отримали Озерище (у 1583 р.), Островно (XVIII ст.), Вітебськ (17.03.1597 р.), Веліж (20.03.1585 р.).
До складу повіту входили Вітебське міське, Веліжські (з перервами), Суразькі, Усвятські та Озеріщенські староства, а також приватні володіння.
Серед великих міст повіту були Вітебськ, Сураж і Веліж.
Повіт посилав двох депутатів (послів) на вальний сейм Речі Посполитої. У Вітебську збиралися повітові та воєводські сеймики — місцеві станово-представницькі органи.
У середині XVII століття в повіті було 10 035 селянських господарств (димів), а населення становило 80 280 осіб, а після війни Росії проти Великого князівства Литовського населення повіту скоротилося на 27 тисяч осіб.
Повіт був ліквідований в 1772 р. після окупації території Великого князівства Литовського Російською імперією під час першого поділу Речі Посполитої.